# 沈丹阳
沈丹阳（1965年2月—），男，汉族，福建诏安人，中华人民共和国政治人物。厦门大学对外贸易系对外贸易专业毕业，在职研究生学历，经济学博士学位。曾任海南省人民政府常务副省长，中共海南省委副书记、政法委书记。现任中共第二十届中央候补委员，国务院研究室主任。

## 生平
1985年7月，毕业于厦门大学对外贸易系对外贸易专业，随后赴国务院办公厅工作。1996年1月回到厦门，历任福建省厦门市贸易发展委员会副主任、福建省厦门市贸促分会会长。2003年3月，回京赴商务部工作，历任国际贸易经济合作研究院副院长、办公厅副主任、国际贸易谈判代表秘书局局长、政策研究室主任。2011年8月，担任商务部新闻发言人。
2018年8月，任海南省人民政府副省长，晋升副部级。2021年3月，任中共海南省委常委、省人民政府常务副省长。2023年6月，任中共海南省委副书记。同年7月，兼任省委政法委书记，不再兼任海南省人民政府常务副省长。
2024年9月，任国务院研究室主任，晋升正部级。